# Gerard Pietersz Hulft
Gerard Pietersz Hulft foi um político e militar neerlandês, membro da Companhia Neerlandesa das Índias Orientais (VOC).

## Vida
Filho de um cervejeiro, nasceu em Amesterdão em 1621. Era membro da Igreja Remonstrante, a quem o acesso a cargos públicos estava vedado desde 1619. Apesar disso, graças à considerável influência que essa denominação religiosa detinha em Amesterdão, e por ter completado os seus estudos jurídicos, foi nomeado Secretário do Concelho da cidade em 1645, cargo que ocupou até 1653.
Em 1652, um navio mercante no qual ele havia investido uma fortuna foi apresado pelos Britânicos, e durante a guerra que se seguiu Hulft contratou uma companhia de 24 marinheiros, pagos a suas expensas, para combater com ele sob a ordens do Almirante Witte de Witt. Após a guerra, na qual se distinguiu, perdeu o seu emprego de Secretário na sequência de um conflito administrativo com os burgomestres Johan Huydecoper van Maarsseveen, Andries Bicker e Cornelis de Graeff van Zuid-Polsbroek.
Entrando ao serviço da VOC, partiu para Batávia em Abril de 1654 com cartas nomeando-o Director-Geral das Índias. À sua chegada a Batávia, o Governador-Geral Joan Maetsuycker enviou-o com uma esquadra para Ceilão. Sob a sua liderança, os holandeses tomaram o forte de Kalutara e puseram cerco à cidade de Colombo, em Outubro de 1655.
Gerard Hulft morreu em combate a 10 de Abril de 1656, cerca de um mês antes da rendição da cidade, vítima de um tiro de cravina (arcabuz).
Durante a sua permanência em Ceilão manteve relações amigáveis com o Rajasingha, o soberano mais poderoso da ilha. Era igualmente amigo de Govert Flinck, que o retratou antes da sua partida para o Oriente, e do poeta Joost van den Vondel.